# Annibale Gonzaga (militare 1507)
Annibale Gonzaga (Novellara, 1507 – Busca, 21 agosto 1537) è stato un nobiluomo italiano, erede insieme ai fratelli della contea paterna di Novellara e Bagnolo, e uomo d'armi.

## Biografia
Era figlio di Giampietro Gonzaga, conte di Novellara e di Caterina Torelli. 
Dopo la morte del padre, nel 1515, dato che, nelle successioni gonzaghesche dell'epoca, il diritto di primogenitura non trovava ancora applicazione, Annibale avrebbe avuto pieno titolo di partecipare, assieme ai fratelli Alessandro, Pirro e Giulio Cesare, all'esercizio congiunto della sovranità sulla contea paterna. In effetti però il suo nome non compare nei diplomi di investitura da parte dell'imperatore Carlo V, in data 15 maggio 1518 e 7 gennaio 1531, quali richiamati nel successivo atto di conferma da parte dell'imperatore Ferdinando I del 3 maggio 1559. È presumibile che tale omissione costituisca la sanzione per l'intervenuta scelta di campo di Annibale in favore del re di Francia. I suoi successivi tentativi espletati nel 1531 e 1533, dopo la morte degli altri due fratelli, di sostituirsi a Giulio Cesare nella contitolarità della contea insieme ai nipoti, adducendo l'incompatibilità dello status clericale del fratello con l'investitura comitale, furono radicalmente respinti dalla giurisdizione imperiale.
In effetti, fin dal 1528, aveva intrapreso con successo la carriera militare nelle file del re Francesco I di Francia, raccogliendo a Novellara truppe per i francesi. 
Nel 1536 fu a Lione assieme a Giovanni Caracciolo, Gian Francesco Trivulzio, Giampaolo di Ceri (?-1560) (figlio di Renzo degli Anguillara) e Cesare Fregoso a presenziare al processo contro Sebastiano di Montecuccoli, reo di avere avvelenato il primogenito del re Francesco. Nel 1537 contribuì a respingere da alcune città del Piemonte l'esercito imperiale. Nel luglio 1537 si unì al condottiero Giampaolo di Ceri alla conquista di Moncalieri fermandosi a Busca, dove un colpo di archibigio lo ferì gravemente, e dove morì il 21 agosto. Il suo corpo fu traslato e inumato con onore a Novellara, a fianco dei suoi antenati.

## Ascendenza
|                      |   |                   | Genitori       |  |  | Nonni |  |  | Bisnonni        |  |  | Trisnonni        |  |
|                      |   |                   |                |  |  |       |  |  | Giacomo Gonzaga |  |  | Guido II Gonzaga |  |
|                      |   |                   |                |  |  |       |  |  | Giacomo Gonzaga |  |  | Guido II Gonzaga |  |
|                      |   | Ginevra Malatesta |                |  |  |       |  |  | Giacomo Gonzaga |  |  |                  |  |
| Francesco I Gonzaga  |   |                   |                |  |  |       |  |  | Giacomo Gonzaga |  |  |                  |  |
|                      |   | Ippolita Pio      | Marco I Pio    |  |  |       |  |  |                 |  |  |                  |  |
|                      |   | Ippolita Pio      | Marco I Pio    |  |  |       |  |  |                 |  |  |                  |  |
|                      |   | Ippolita Pio      | Taddea Roberti |  |  |       |  |  |                 |  |  |                  |  |
| Giampietro Gonzaga   |   | Ippolita Pio      |                |  |  |       |  |  |                 |  |  |                  |  |
|                      |   | …                 | …              |  |  |       |  |  |                 |  |  |                  |  |
|                      |   | …                 | …              |  |  |       |  |  |                 |  |  |                  |  |
|                      |   | …                 | …              |  |  |       |  |  |                 |  |  |                  |  |
| Costanza Strozzi     |   | …                 |                |  |  |       |  |  |                 |  |  |                  |  |
|                      |   | …                 | …              |  |  |       |  |  |                 |  |  |                  |  |
|                      |   | …                 | …              |  |  |       |  |  |                 |  |  |                  |  |
|                      |   | …                 | …              |  |  |       |  |  |                 |  |  |                  |  |
| Annibale Gonzaga     |   | …                 |                |  |  |       |  |  |                 |  |  |                  |  |
|                      | … | …                 |                |  |  |       |  |  |                 |  |  |                  |  |
|                      | … | …                 |                |  |  |       |  |  |                 |  |  |                  |  |
|                      | … | …                 |                |  |  |       |  |  |                 |  |  |                  |  |
| Marsiglio Torelli    | … |                   |                |  |  |       |  |  |                 |  |  |                  |  |
|                      |   | …                 | …              |  |  |       |  |  |                 |  |  |                  |  |
|                      |   | …                 | …              |  |  |       |  |  |                 |  |  |                  |  |
|                      |   | …                 | …              |  |  |       |  |  |                 |  |  |                  |  |
| Caterina Torelli     |   | …                 |                |  |  |       |  |  |                 |  |  |                  |  |
|                      |   | …                 | …              |  |  |       |  |  |                 |  |  |                  |  |
|                      |   | …                 | …              |  |  |       |  |  |                 |  |  |                  |  |
|                      |   | …                 | …              |  |  |       |  |  |                 |  |  |                  |  |
| Taddea Pio di Savoia |   | …                 |                |  |  |       |  |  |                 |  |  |                  |  |
|                      |   | …                 | …              |  |  |       |  |  |                 |  |  |                  |  |
|                      |   | …                 | …              |  |  |       |  |  |                 |  |  |                  |  |
|                      |   | …                 | …              |  |  |       |  |  |                 |  |  |                  |  |
|                      |   | …                 |                |  |  |       |  |  |                 |  |  |                  |  |

## Omaggi poetici e letterari
Il poeta Matteo Bandello ha dedicato ad Annibale Gonzaga la Novella XVI della Seconda parte (1554).